# Poltura

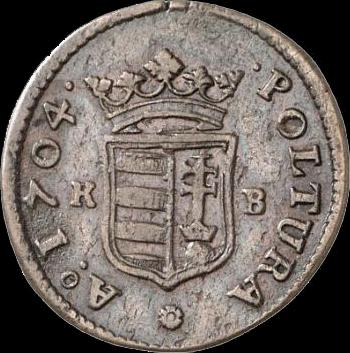
Měděná poltura z doby Rákócziho povstání. (1704)

Poltura je historická uhorská mincovní jednotka, která byla ražena za uherských panovníků Leopolda I., Josefa I., Františka II. Rákócziho, Karla III. a Marie Terezie. Předchůdcem poltury byl polský poltorak, mince s hodnotou jednoho a půl groše.
Po roce 1526 získalo Polsko v Uhersku větší roli v zahraničním obchodu a hospodářství. Důsledkem toho byl nárůst drobných polských mincí v zemi. Prvním, kdo začal v Uherském království razit stříbrné poltury byl Leopold I. Hodnota jedné mince byla rovna půlce groše nebo jednoho a půl krejcaru. 
Za Rákócziho byly poltury nejprve raženy ze stříbra, ale protože nákup zbraní pro účely povstání si vyžadoval stále větší množství ušlechtilých kovů, začal pro vnitřní oběh razit měděné 1, 10 a 20 polturové mince, (známé jsou také 4 polturové mince), lze je považovat za nouzové peníze. Celkový design zahrnoval státní znak Uherska s korunou na líci a Madonnu s Ježíškem na rubu. Na mincích se také nacházel rok ražby, hodnota mince a také značka mincovny. Nejčastější byla desetipolturová mince, která se hovorově nazývala Libertas, kvůli latinskému nápisu PRO LIBERTATE (za svobodu).
Oficiální ražbu měděných poltur plánoval také Karel III. (o čemž svědčí zkušební ražby), ale až Marie Terezie nařídila tuto ražbu císařským patentem z 27. března 1761. Nicméně její následovník, Josef II., v ražbě poltur nepokračoval.